# ISO/IEC 7816
ISO/IEC 7816 — стандарт относится к смарт-картам (в первую очередь контактным). Описывает форму карты, контактов, их расположение и назначение; протоколы обмена и некоторые аспекты работы с данными.
Стандарт можно назвать базовым для всех смарт-карт.
Копия актуального текста стандарта является платной.
Существует российская копия этого стандарта в виде ГОСТ Р ИСО/МЭК 7816.

## Состав стандарта
Стандарт состоит из 15 частей, обозначенных цифрами 1..15. Например, ISO 7816-3.
- Часть 1 описывает физические параметры карт (в том числе требования к стойкости карт к излучениям и механическим нагрузкам).
- Часть 2 описывает расположение и назначение контактов.
- Часть 3 описывает электрические параметры интерфейса и некоторые принципы установления связи для карт с асинхронным интерфейсом.
- Часть 4 описывает протокол обмена и механизм действия команд. По факту распространяется также на другие смарт-карты совместимые с ISO 7816.
- Части 5-15 являются фактически пояснениями и дополнениями к ISO 7816-3 и ISO 7816-4.
  - Часть 5: Registration of application providers. Специфицирует процедуру регистрации в регулирующих органах идентификатора приложения (RID).
  - Часть 6: Interindustry data elements for interchange. Специфицирует номера тэгов и формат записи для популярных типов данных: имен, дат, фотографий, биометрики и т. п.
  - Часть 7: Interindustry commands for Structured Card Query Language (SCQL).
  - Часть 8: Commands for security operations. Специфицирует формат команд для доступа к криптографическим процедурам и менеджменту криптоключей.
  - Часть 9: Commands for card management. Специфицирует формат команд для доступа к файловой системе карты.
  - Часть 10: Electronic signals and answer to reset for synchronous cards. Специфицирует назначение контактов и принципы установления связи для карт с синхронным интерфейсом.
  - Часть 11 Personal verification through biometric methods.
  - Часть 12 Cards with contacts — USB electrical interface and operating procedures. Специфицирует назначение контактов и принципы установления связи для карт с интерфейсом USB. В значительной степени пересекается со спецификацией USB CCID Device Class.
  - Часть 13: Commands for application management in multi-application environment
  - Часть 15: Cryptographic information application.

## Базовые понятия
- ATR (англ. Answer To Reset) — отчет смарткарты о себе непосредственно после подачи питания. Передается без запроса со стороны считывателя.
  - Historical bytes — набор байт в составе ATR с данными о назначении карты.
- APDU (англ. Application Protocol Data Unit) — условное обозначение кадра с командой карте или ответом карты.
- T=0, T=1 — варианты протокола обмена карты и считывателя.